# لی ام. تالبوت
لی مریام تالبوت (۱۹۳۰–۲۰۲۱) یک بوم‌شناس آمریکایی بود که به عنوان دانشمند ارشد شورای کیفیت محیط زیست منصوب شد. او از سال ۱۹۸۰ تا ۱۹۸۲ مدیرکل اتحادیهٔ بین‌المللی حفاظت از طبیعت (IUCN) بود.